# Anta do Patalim
Die Anta do Patalim (auch Anta 2 do Patalim genannt) ist eine Megalithanlage, die westlich der Autobahnauffahrt No. 5 (Arraiolos/Escoural) der Autobahn A5 (Lissabon – Évora) Richtung Montemor zwischen der EN114 und der A5 direkt an der A5 im Distrikt Évora im Alentejo in Portugal liegt. Anta oder Dolmen ist die portugiesische Bezeichnung für etwa 5000 Megalithanlagen, die während des Neolithikums im Westen der Iberischen Halbinsel von den Nachfolgern der Cardial- oder Impressokultur errichtet wurden. 
Von der großen Anta, die unter Korkeichen liegt, sind noch alle sieben Tragsteine erhalten, während der Deckstein und Reste des Ganges fehlen. Der Kammerdurchmesser beträgt 3,20 m. 